# Ensenada Desamparo
Die Ensenada Desamparo (spanisch für Schutzlose Bucht) ist eine kleine Bucht im Grahamland der Antarktischen Halbinsel. Sie liegt auf der Westseite der Trinity-Halbinsel.
Argentinische Wissenschaftler benannten sie.